# Will Oldham

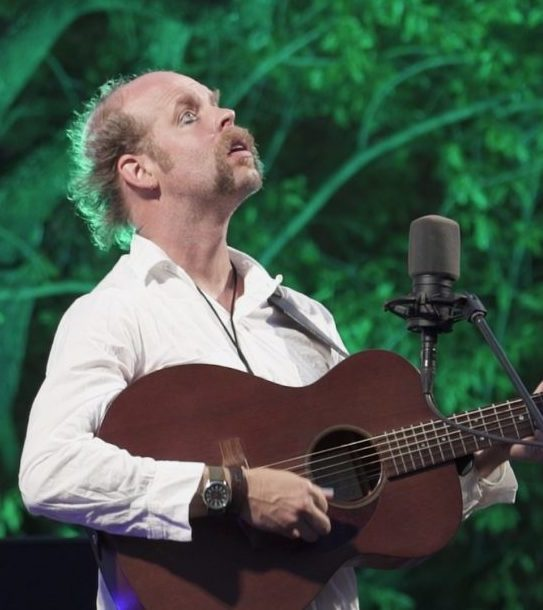
Will Oldham, 2017

William „Will“ Oldham (* 24. Dezember 1970 in Louisville, Kentucky) ist ein US-amerikanischer Musiker, Songwriter und Schauspieler. Seine Musik wird häufig den Genres Folk und Alternative Country zugeordnet.
Oldham nahm unter verschiedenen Künstlernamen auf, in der Anfangsphase als Palace Brothers (1993/94), Palace Music (1995/96) und Palace (1996). Seit 1999 tritt er durchgehend als Bonnie ‘Prince’ Billy auf. Bei seinen Alben sind häufig David Pajo und seine Brüder Ned und Paul Oldham beteiligt. Weitere Bandprojekte, in denen er aktiv ist, sind Amalgamated Sons of Rest, The Anomoanon und Boxhead Ensemble.

## Leben
Nachdem Oldham sich zunächst in Hollywood als Schauspieler versucht und sein Studium an der Brown University abgebrochen hatte, kehrte er 1991 nach Kentucky zurück. Fortan widmete er sich der Musik.
Oldham blieb dem Schauspielgeschäft insbesondere im Independentfilm-Bereich verbunden, so etwa so in Junikäfer (2006), der den Zuschauerpreis des Sundance Film Festivals erhielt. Ebenfalls 2006 war er als Hauptdarsteller im Film Old Joy in der Regie von Kelly Reichardt zu sehen, der bei den Los Angeles Film Critics Association Awards zum besten Independent-Film 2006 gewählt wurde. In Reichardts Filmdrama Wendy and Lucy (2008) mit Michelle Williams übernahm er eine der Nebenrollen und schrieb die Filmmusik. Zudem spielte Oldham in Edén (2014), A Ghost Story (2017) und mehreren Kurzfilmen mit. Für den Film Elliot, der Drache (2016) steuerte er den Song The Dragon Song bei.
Oldham ist als Partner des Comedian Zach Galifianakis in einer alternativen Version des Videos zu Kanye Wests Single Can’t Tell Me Nothing aus dem Jahr 2007 zu sehen. Außerdem fotografierte er das Coverfoto des Albums Spiderland von Slint.

## Zusammenarbeit mit anderen Künstlern

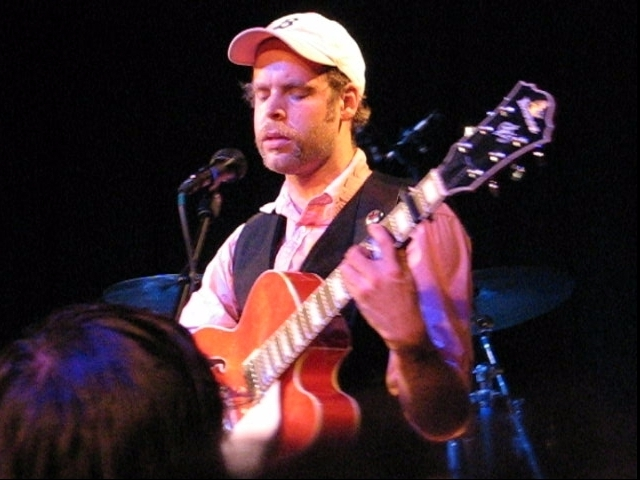
Will Oldham, 2006

- Steve Albini (Produzent u. a. von Nirvana) – produzierte Viva Last Blues, Arise Therefore, Little Joya, Western Music, All Most Heaven und Now Here’s My Plan
- Björk und Matthew Barney – Oldham singt auf Track 1 des Soundtracks zu Drawing Restraint 9
- David Boulter und Stuart Staples von den Tindersticks
- David Byrne – Soundtrack zum Film Cheyenne – This Must Be the Place
- Bill Callahan (Smog)
- Johnny Cash – coverte Oldhams I See a Darkness (Oldham singt backing vocals)
- Current 93
- Nicolai Dunger
- Sage Francis
- PJ Harvey
- Marquis de Tren (Mick Turner von Dirty Three)
- Dawn McCarthy (Faun Fables) – singt auf The Letting Go, gemeinsame Alben Wai Notes und What the Brothers Sang
- Jason Molina
- Rian Murphy – spielt auf Hope, Little Joya, All Most Heaven
- Mark Nevers (Lambchop) – produzierte Master and Everyone und Lie Down in the Light
- Joanna Newsom
- Scout Niblett
- Angel Olsen
- The Phantom Family Halo – gemeinsame EP The Mindeater
- The Renderers
- Alasdair Roberts (Appendix Out)
- Valgeir Sigurðsson (Produzent von Björk) – produzierte The Letting Go
- Matt Sweeney – gemeinsames Album Superwolf
- Tortoise – gemeinsames Album The Brave and the Bold
- Trembling Bells – gemeinsames Album The Marble Downs und EP Duchess
- Chris Vrenna (Tweaker)

## Diskografie

### Studioalben
- There Is No-One What Will Take Care of You, 1993 (Palace Brothers)
- Days in the Wake, 1994 (Palace Brothers)
- Viva Last Blues, 1995 (Palace Music)
- Arise Therefore, 1996 (Palace)
- Songs Put Together For the Broken Giant, 1996 (Palace Soundtrack), später als black/rich music, 1998 (Will Oldham)
- Joya, 1997 (Will Oldham)
- I See a Darkness, 1999 (Bonnie 'Prince' Billy)
- Ease down the Road, 2001 (Bonnie 'Prince' Billy)
- Master and Everyone, 2003 (Bonnie 'Prince' Billy)
- Sings Greatest Palace Music, 2004 (Bonnie 'Prince' Billy)
- Superwolf, 2005 (Matt Sweeney & Bonnie 'Prince' Billy)
- The Brave and the Bold, 2006 (Tortoise & Bonnie 'Prince' Billy)
- The Letting Go, 2006 (Bonnie 'Prince' Billy)
- Lie Down in the Light, 2008 (Bonnie 'Prince' Billy)
- Beware, 2009 (Bonnie 'Prince' Billy) (DE: #66)
- The Wonder Show of the World, 2010 (Bonnie 'Prince' Billy & The Cairo Gang)
- Wolfroy Goes to Town, 2011 (Bonnie 'Prince' Billy)
- The Marble Downs, 2012 (Trembling Bells & Bonnie 'Prince' Billy)[3]
- What the Brothers Sang, 2013 (Dawn McCarthy & Bonnie 'Prince' Billy)
- Bonnie Prince Billy (Self Titled Album), 2013 (Bonnie 'Prince' Billy)[4]
- Singer’s Grave – A Sea of Tongues, 2014 (Bonnie 'Prince' Billy)
- Pond Scum, 2016 (Bonnie 'Prince' Billy)
- Epic Jammers and Fortunate Little Ditties (mit Bitchin Bajas, 2016)
- Best Troubadour (Bonnie 'Prince' Billy, 2017)
- Wolf of the Cosmos (Bonnie 'Prince' Billy, 2017)
- I Have Made a Place (Bonnie 'Prince' Billy, 2019)
- Superwolves (mit Matt Sweeney, 2021)
- Blind Date Party (mit Bill Callahan, 2021)
- Keeping Secrets Will Destroy You (Bonnie 'Prince' Billy, 2023)
- The Purple Bird (Bonnie 'Prince' Billy, 2025)

### Kompilationen
- Lost Blues and Other Songs, 1997 (Palace Music)
- Guarapero/Lost Blues 2, 2000 (Will Oldham)
- Little Lost Blues, 2006 (Bonny Billy)

### Konzertalben
- Get the Fuck on Jolly Live, 2001 (Bonny Billy and Marquis de Tren featuring the Monkey Boys), Limited Edition Tour-CD
- Summer in the Southeast, 2005 (Bonnie 'Prince' Billy)
- Wilding the West, 2008 (Bonnie 'Prince' Billy)
- Is It the Sea?, 2008 (Bonnie 'Prince' Billy, Harem Scarem und Alex Neilson)
- Funtown Comedown, 2009 (Bonny Billy & the Picket Line), 12"

### EPs und Singles
- An Arrow Through the Bitch, 1994 (Palace Brothers)
- Hope, 1994 (Palace Songs)
- The Mountain, 1995 (Palace Songs) EP
- Gezundheit/Let the Wires Ring, 1995 (Palace) 7"-Single
- Little Joya (EP), 1997 (Will Oldham)
- Western Music, 1997 (Will Oldham)
- Blue Lotus Feet, 1998 (Bonnie 'Prince' Billie)
- Ode Music, 2000 (Will Oldham) (instrumentaler Soundtrack)
- More Revery, 2000 (Bonny Billy)
- All Most Heaven, 2000 (Will Oldham + Rian Murphy)
- Get On Jolly, 2000 (Bonnie 'Prince' Billy + Marquis de Tren)
- Untitled 12", 2002 (Amalgamated Sons Of Rest) (Will Oldham, Jason Molina and Alasdair Roberts)
- Barcelona/We All, Us Three, Will Ride, 2002 (Will Oldham) 7"-Single
- Seafarers Music, 2004 (Will Oldham)
- Cold & Wet (7"/12"), 2006 (Bonnie 'Prince' Billy)
- Lay & Love (7"/12"), 2007 (Bonnie 'Prince' Billy)
- Strange Form of Life (7"/12"), 2007 (Bonnie 'Prince' Billy)
- Ask Forgiveness (EP), 2007 (Bonnie 'Prince' Billy)
- Wai Notes, 2007 (Dawn McCarthy and Bonny Billy)
- Chijimi, 2009 (10") (Bonnie 'Prince' Billy)
- There Is No God, 2011 (Bonnie 'Prince' Billy)
- The Mindeater, 2011 (10" EP) (Bonnie 'Prince' Billy and Phantom Family Halo)
- Hummingbird, (10") 2012 (Bonnie 'Prince' Billy)
- Now Here’s My Plan, 2012 (Bonnie 'Prince' Billy)

## Filmografie (Auswahl)
Als Schauspieler
- 1985: What Comes Around
- 1987: Matewan
- 1989: Die Rettung der Jessica McClure (Everybody's Baby: The Rescue of Jessica McClure, Fernsehfilm)
- 1999: Julien Donkey-Boy
- 2005: Junikäfer (Junebug)
- 2006: Old Joy
- 2006: The Guatemalan Handshake
- 2008: Wendy and Lucy
- 2011: Pioneer
- 2011: New Jerusalem
- 2014: Edén
- 2017: A Ghost Story
- 2023 The Bikeriders

Als Komponist
- 1997: The Broken Giant
- 1999: Ode
- 2008: Wendy and Lucy
- 2011: Cheyenne – This Must Be the Place (This Must Be the Place)
- 2016: The Lure